# Montemsaf
Džedankhre Montemsaf  je bil tebanski faraon iz Šestnajste egipčanske dinastije, ki je v drugem vmesnem obdobju okoli leta 1590 pr. n. št. vladal v Gornjem Egiptu. Kot tak je vladal vzporedno s Petnajsto dinastijo, ki je vladala v Spodnjem in Srednjem Egiptu. 

## Dokazi
Montemsaf je potrjen na popisanem bloku v Gebeleinu in rezilu bronaste sekire neznanega izvora, na kateri je napis »Dobri bog Džedankhre, večno življenje«. Sekira je zdaj v Britanskem muzeju. Dokazan je tudi na dveh pečatih tudi neznanega porekla. Eden od njiju je v Britanskem muzeju  (BM EA 40687), drugi pa v Petriejevem muzeju (UC 11225).  Na ohranjenih fragmentih Torinskega seznama  kraljev  Montemsafovega imena ni. Zaradi praznine so na seznamu razen njegovega izgubljena  imena še štirih faraonov s konca Šestnajste dinastije. Zaradi tega se tudi ne da določiti natančnega kronološkega položaja in dolžine njegove vladavine.

## Kronološki položaj
Po novi ureditvi faraonov drugega vmesnega obdobja in Kimu Ryholtu je bil Montemfsaf naslednik Dedumoza II. in predhodnik Mentuhotepa VI. Vladal je v pozni Šestnajsti dinastiji, morda okoli leta 1590 pr. n. št. Argumenti, ki podpirajo njegov kronološki položaj, so (1) njegov priimek Ḏd-X-Rˁ, ki je enak priimku Dedumoza I. in Dedumoza II., (2) arheološke najdbe v Tebah in južno od njih in (3) slog rezila sekire, ki se lahko datira v drugo vmesno obdobje. 
Starejša študija Jürgena von Beckeratha umešča  Džedankhre Montemsafa v Trinajsto dinastijo za Mentuhotepa VI. in pred Dedumoza I.